# Castrillo de Onielo (kommunhuvudort)
Castrillo de Onielo är en kommunhuvudort i Spanien.   Den ligger i provinsen Provincia de Palencia och regionen Kastilien och Leon, i den centrala delen av landet, 170 km norr om huvudstaden Madrid. Castrillo de Onielo ligger 827 meter över havet och antalet invånare är 153.
Terrängen runt Castrillo de Onielo är platt. Runt Castrillo de Onielo är det mycket glesbefolkat, med 2 invånare per kvadratkilometer. Närmaste större samhälle är Venta de Baños, 17,2 km väster om Castrillo de Onielo. Trakten runt Castrillo de Onielo består till största delen av jordbruksmark.